# Сторно
Сто́рно (итал. storno — перевод на другой счёт, отвод; от stornare — поворачивать обратно) — в общем смысле возврат к прежнему значению какого-либо экономического показателя; например, сторно-платёж — возврат авансового платежа в случае аннулирования договора.
- Сторнировочная проводка в бухгалтерском учёте — бухгалтерская проводка, предназначенная, как правило, для исправления ранее ошибочно произведённой записи. Обычно применяется отрицательное сторно, при котором для исправления ошибочной проводки делается дополнительная проводка, составленная на сумму ошибочной проводки, но с отрицательным знаком. Чтобы выделить отрицательные числа, их обычно пишут красными чернилами, поэтому отрицательное сторно и метод исправления ошибок с помощью сторно иногда называют «красное сторно». Метод красного сторно был разработан российским бухгалтером-практиком А. А. Беретти в 1889 году.
- Страховое сторно[1] в страховании — показатель, характеризующий уменьшение страхового портфеля действующих договоров долгосрочного страхования жизни на определённую отчётную дату. В этот показатель могут включаться досрочно прекращённые договоры в связи с неуплатой страховых взносов с правом и без права страхователя на получение выкупной суммы, а также в связи со смертью застрахованных; договоры, закончившиеся в связи с окончанием срока страхования или наступлением обусловленного события. Для сторно может вычисляться относительный показатель: отношение количества договоров, составляющих сторно, к расчётному страховому портфелю.